# Eliseo Barrionuevo
Eliseo Barrionuevo (Buenos Aires, 25 de mayo de 1986) es un actor argentino. Es reconocido por sus papeles en las telenovelas Combatientes (2013), Viudas e hijos del rock and roll (2014) y Esperanza mía (2015). En teatro, se destacó por sus actuaciones en Tango feroz (2013), Dos pícaros sinvergüenzas (2014) y Una vez en la vida (2019).

## Formación
Eliseo Barrionuevo ha estudiado actuación en la Universidad Nacional de las Artes. Por otro lado ha completado estudios académicos con profesores como Ciro Zorzoli y Marcelo Savignone. También ha cursado diversos seminarios con Eugenio Barba (Odin Teatret) y dramaturgia con Enrique Papatino. Su formación también lo ha llevado a estudiar canto y danza.

## Carrera profesional
Barrionuevo comenzó su carrera como actor en 2008 cuando debutó profesionalmente en la obra musical Rent en el papel de uno de los integrantes de la banda de rock. Poco después, fue convocado por Alejandro Tantanian para reemplazar a Nahuel Pérez Biscayart en la obra teatral Los sensuales para interpretar el papel de William Richardson. Ese mismo año, tuvo su primera aparición en televisión, participando en la telenovela juvenil Casi ángeles emitida por Telefe, donde personificó a César.
En 2010, Eliseo formó parte del elenco principal del musical Despertar de primavera en el teatro Astral, siendo dirigido por Ariel del Mastro. A su vez, realizó una participación especial en la serie Para vestir santos de El trece. Después, se sumó como actor de reparto en el musical Sweeney Tood dirigido por Ricky Pashkus y protagonizado por Julio Chávez. En 2011, Barrionuevo protagonizó y escribió la pieza teatral Esperante, donde retrató la vida del escritor Macedonio Fernández y tuvo su estreno en el club de teatro Elefante. Asimismo, participó en la obra de teatro Judy, un homenaje a Judy Garland, donde interpretó al presentador y su trabajo fue elogiado por la crítica. Más tarde, protagonizó junto a Florencia Otero el musical Embarazados, jugando el papel de Oliver.
Su siguiente papel fue el de Felipe Ferrari del Campo en el musical La parka (2012), que fue estrenado en el centro cultural 25 de Mayo. En 2013, conformó el elenco principal de la serie Combatientes de la TV Pública, la cual marcó su primer trabajo de transcendencia, debido a que relataban los hechos de la guerra de las Malvinas. En 2014, Eliseo adquirió más popularidad luego de interpretar a Bautista Arostegui en la comedia Viudas e hijos del rock and roll de Telefe. Al año siguiente, siguió incrementando su notoriedad al sumarse a la telenovela Esperanza mía (2015) televisada por El trece, en la cual se puso en la piel de Miguel, el exnovio de Esperanza (Lali Espósito).

## Filmografía

### Cine
| Año  | Título               | Papel            | Notas               |
| ---- | -------------------- | ---------------- | ------------------- |
| 2011 | Encontrarás dragones |                  | Papel sin acreditar |
| 2012 | El amigo alemán      | Von Alstentatt 2 |                     |
| 2015 | Bien de familia      | Marcos Cedrone   |                     |
| 2022 | Axiomas              | Ramiro           |                     |
| TBA  | El paso del diablo   | Perdomo          | Posproducción       |

### Televisión
| Año        | Título                           | Papel                | Notas                           |
| ---------- | -------------------------------- | -------------------- | ------------------------------- |
| 2008, 2010 | Casi ángeles                     | César                |                                 |
| 2008, 2010 | Casi ángeles                     | Font                 |                                 |
| 2009       | Enseñame a vivir                 | Paseaperros          |                                 |
| 2009       | Los exitosos Pells               |                      |                                 |
| 2010       | Para vestir santos               |                      |                                 |
| 2011       | Maltratadas                      | Charly               | Episodio: «El espejo»           |
| 2013       | Combatientes                     | Facundo Roggero      |                                 |
| 2014       | Televisión por la justicia       | Guillermo «Guillote» | Episodio: «Círculo íntimo»      |
| 2014       | La celebración                   | Martín               | Episodio: «Bautismo»            |
| 2014-2015  | Viudas e hijos del rock and roll | Bautista Arostegui   |                                 |
| 2015       | Conflictos modernos              | Tomás Gutiérrez      | Episodio: «Alejandra»           |
| 2015-2016  | Esperanza mía                    | Miguel               |                                 |
| 2018       | Cien días para enamorarse        | Manu                 |                                 |
| 2018       | Mi hermano es un clon            | Kevin                |                                 |
| 2019       | Campanas en la noche             | Osky                 |                                 |
| 2020       | Riviera                          | Darío Alsina-Suárez  |                                 |
| 2022-2024  | Porno y helado                   | Nacho                |                                 |
| 2022       | El secreto de la familia Greco   | Emilio Garay         |                                 |
| 2024       | Halo                             | Mateo                | Episodios: «Sanctuary», «Sword» |
| 2025       | My Argentine Heart               | Antonio              | Película para televisión        |

### Videos musicales
| Año  | Video       | Papel | Artista           |
| ---- | ----------- | ----- | ----------------- |
| 2016 | «Nuevo sol» | Novio | Patricio Arellano |

## Teatro
| Año       | Título                    | Papel                    | Lugar                                      |
| --------- | ------------------------- | ------------------------ | ------------------------------------------ |
| 2008      | Rent                      | Rockero                  | Ciudad Cultural Konex                      |
| 2008      | Los sensuales             | William Richardson       | El Camarín de las Musas                    |
| 2009      | Los muertos malditos      | Ash                      | Teatro de la Cova                          |
| 2009      | Yo viajero                |                          | Palacio Barolo                             |
| 2010      | Despertar de primavera    | Hanschen                 | Teatro Astral                              |
| 2010      | Sweeney Tood              | Anthony Hope             | Teatro Maipo                               |
| 2011      | Esperante                 | Macedonio Fernández      | Elefante Club de Teatro                    |
| 2011      | Judy                      | Relator                  | Teatro Moliere                             |
| 2011      | El perro en la luna       |                          | Teatro Nacional Cervantes                  |
| 2011-2012 | Embarazados               | Oliver                   | Teatro Sha / Teatro La Comedia             |
| 2012      | La parka                  | Felipe Ferrari del Campo | Centro Cultural 25 de Mayo                 |
| 2012-2013 | Código de silencio        | Abel Morris              | Teatro El Cubo                             |
| 2013      | Tango feroz               | Juan                     | Teatro Tabarís                             |
| 2013      | Con nombre propio III     | Él mismo                 | Centro Cultural La Oreja Negra             |
| 2014-2015 | Dos pícaros sinvergüenzas | Arthur                   | Teatro Metropolitan / Teatro Mar del Plata |
| 2015      | Meyerhold                 |                          | Teatro Margarita Xirgu                     |
| 2016      | Autorretrato              | Guido                    | El Galpón de Guevara                       |
| 2016      | Franciscus                | Bernardo                 | Teatro Broadway                            |
| 2017-2018 | Etiqueta azul             | Juan                     | Espacio El Kafka / Teatro Método Kairós    |
| 2018      | Blum                      | Pereyra                  | Teatro Regio                               |
| 2019      | Una vez en la vida        | Él                       | Teatro Metropolitan                        |

## Premios y nominaciones
| Año  | Premio                  | Categoría                                           | Trabajo nominado          | Resultado | Ref(s) |
| ---- | ----------------------- | --------------------------------------------------- | ------------------------- | --------- | ------ |
| 2010 | Premios Hugo            | Revelación masculina                                | Despertar de primavera    | Nominado  | [ 15 ] |
| 2010 | Premios ACE             | Revelación masculina                                | Judy                      | Nominado  | [ 16 ] |
| 2012 | Premios Hugo            | Mejor actor de musical off                          | Embarazados               | Nominado  | [ 17 ] |
| 2013 | Premios ACE             | Mejor actor en musical y/o music hall               | Tango feroz               | Nominado  | [ 18 ] |
| 2013 | Premios Hugo            | Mejor actor                                         | Tango feroz               | Nominado  | [ 19 ] |
| 2015 | Premios Estrella de Mar | Revelación masculina                                | Dos pícaros sinvergüenzas | Nominado  | [ 20 ] |
| 2019 | Premios Hugo            | Mejor actor                                         | Una vez en la vida        | Ganador   | [ 21 ] |
| 2019 | Premios ACE             | Mejor actor en musical, music hall y/o café concert | Una vez en la vida        | Nominado  | [ 22 ] |